# Потом і кров'ю
 «ПОТОМ І КРОВ'Ю»  — п'ятий студійний альбом гурту «OT VINTA», який був виданий у 2011 році.

## ПІСНІ
Трек-лист:

1. «Потом і кров'ю»

2. «Бабина тумба»

3. «Шиді-ріді»

4. «Люблю»

5. «У мене між ногами …»

6. «17 москалів»

7. «4 вози солі»

8. «Гайда за журавлем»

9. «Балада про сіль»

10. «Фортеця»

11. «Пісня конвалій»

12. «Дзинь»

13. «Ла-ла-ла»

14. «Асенізатор»

15. «Сухарі розмочи»

+ бонус «Па-ла-ла-ла-ла-лац»

## РЕЗЮМЕ
Ot Vinta

CD 

© Comp Music

Вихід: 26 травня 2011

Гурт «OT VINTA» презентував новий альбом — «Потом і кров'ю». До платівки, на яку прихильники «гвинтів» чекали довгі чотири роки, увійшло 17 треків. Серед них вже відомі концертні хіти «Бабина тумба», «Потом і кров'ю», «Люблю», а також зовсім свіжі композиції — «У мене між ногами Україна» (пісня про велосипед «Україна»), «Гайда за журавлем», «Балада про сіль».
«Зазвичай, ми не торкалися політики і писали легкі безтурботні пісні, проте у цьому альбомі вперше з'являться треки, в яких ми говоримо про те що накипіло. Тому альбом вийшов різноманітним. Поряд із відвертими злободенними піснями тут є ліричні композиції про кохання та балади».
Окрім власних авторських пісень, «OT VINTA» додали до диску кілька кавер-версій. У альбомі мала бути композиція про шахтарів, адаптація світового хіта «16 tons». Ідею пісні хлопцям підкинув казкар Сашко Лірник, він же адаптував текст українською мовою. Але, на жаль, лейбл, який видавав альбом «Потом і кров'ю», поки що не узгодив питання із авторським правом, тому пісня до цього альбому не увійшла.
Також «гвинти» записали кавер-версії двох пісень «Вася Club» — «Ла ла ла» та «Шиди риди», та веселий і драйвовий варіант «Jingle Bells», що отримав назву «Новорічний дзинь».